# Sam Waterston
Sam Waterston, född 15 november 1940 i Cambridge, Massachusetts, är en amerikansk skådespelare. 

## Biografi
Waterston kom 1958 in på Yale University där han studerade franska och historia och blev Bachelor of Arts 1962. Därefter studerade han vid Clinton Playhouse, Sorbonne i Paris och American Actors Workshop.

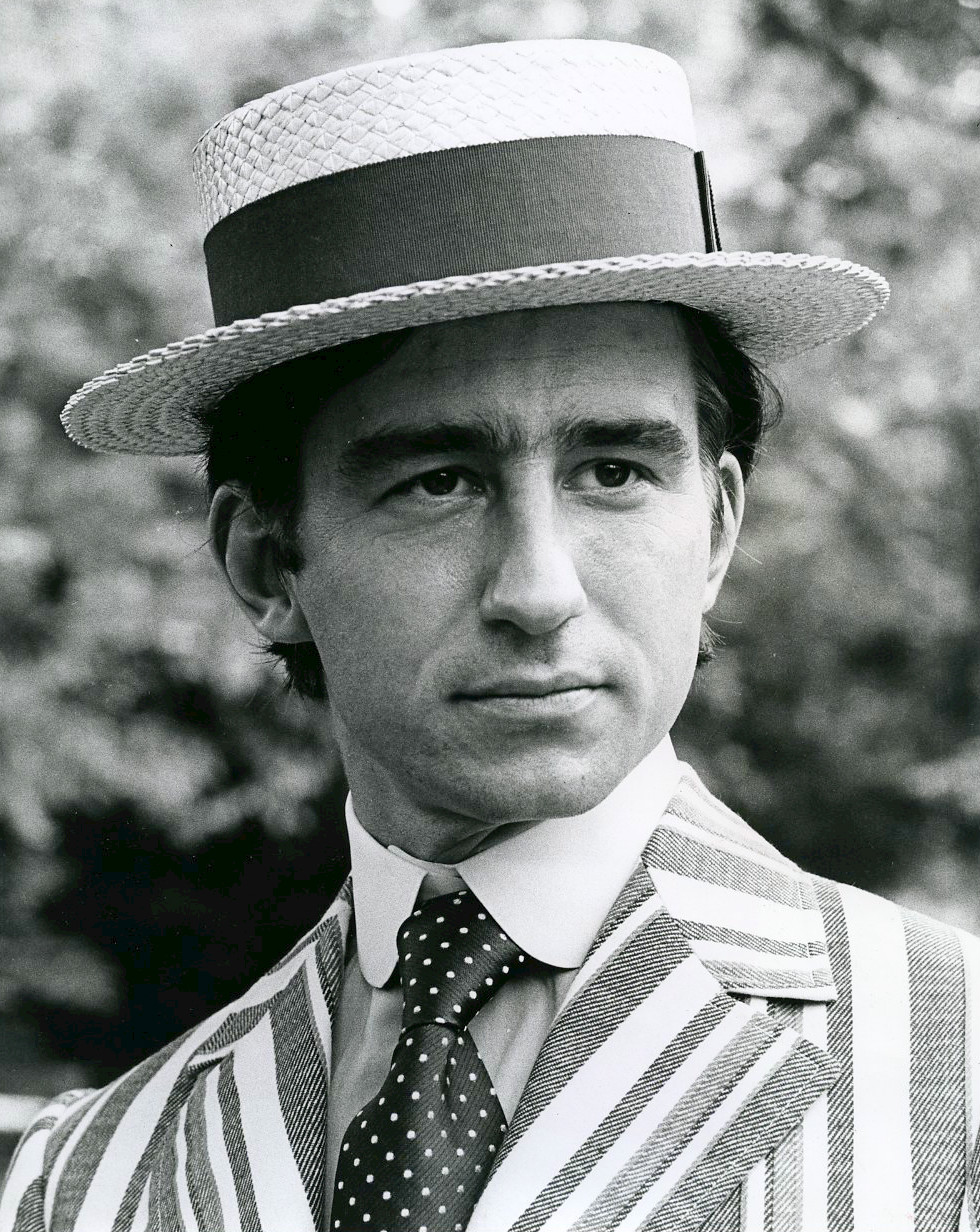
Sam Waterston 1972.

Sam Waterston har arbetat flitigt som scenskådespelare och filmdebuterade i mitten av 1960-talet. 1973 spelade han mot Katharine Hepburn  i en tv-filmatisering av Glasmenageriet. I den filmen medverkade även Michael Moriarty, som Waterston senare kom att efterträda i tv-serien I lagens namn. 
Andra filmer under 1970-talet är Den store Gatsby (1974), Capricorn One (1978) och Woody Allens Interiors (1978). 1984 spelade han huvudrollen i Dödens fält, för vilken han nominerades till en Oscar för bästa manliga huvudroll. 
Under 80-talet medverkade Waterston även i flera Woody Allen-filmer och spelade Abraham Lincoln både i tv-filmatiseringen av Gore Vidals historiska roman, Lincoln och i tv-serien The Civil War. Dessutom spelade han Lincoln på Broadway och gjorde Lincolns röst i en utställning på National Constitution Center i Philadelphia. 1994 började han spela distriktsåklagare Jack McCoy i tv-serien I lagens namn. Samma år medverkade han även i John Waters komedi Serial Mom.
Waterston är vid sidan av skådespeleriet engagerad i en rad välgörenhetsorganisationer.

## Privatliv
Åren 1964–1975 var Sam Waterston gift med Barbara Rutledge-Johns och tillsammans fick de sonen James Waterston som även han är skådespelare. 1976 gifte han om sig med den tidigare modellen Lynn Louisa Woodruff och tillsammans har de tre barn, varav dottern Katherine Waterston är skådespelare.

## Rollista i urval
- 1974 – Den store Gatsby
- 1978 – Capricorn One
- 1984 – Dödens fält
- 1986 – Robot nr 5
- 1986 – Hannah och hennes systrar
- 1989 – Små och stora brott
- 1991 – Sommarmåne
- 1991–1993 – Lilly Harpers dröm (TV-serie)
- 1994–2010 – I lagens namn (TV-serie)
- 1997 – Shadow Conspiracy
- 2012–2014 – The Newsroom (TV-serie)
- 2015–2019 – Grace and Frankie (TV-serie)
- 2024 – Six Triple Eight

## Utmärkelser
Sedan 7 januari 2010 har Waterston en stjärna på Hollywood Walk of Fame.